# Coroza

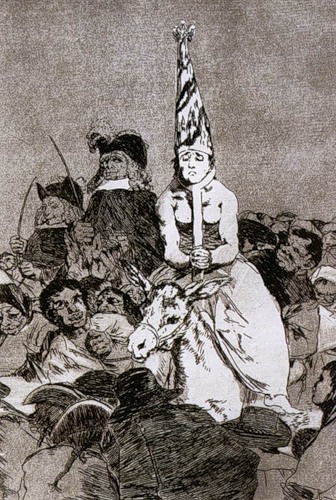
Condenada por la Inquisición española que lleva una coroza con dibujos de llamas, lo que significa que va a ser quemada en la hoguera por hereje (grabado de la serie Los caprichos de Francisco de Goya).

La coroza era un gorro de papel o cartón pintado en forma cónica que se ponía a los condenados por la Inquisición española —y también por la Inquisición portuguesa— y que servía de complemento al sambenito. La función de ambos era señalar al reo en el auto de fe por haber atentado contra Dios y contra su Iglesia, por lo que eran símbolos de la infamia.

## Historia
Las corozas, como los sambenitos, variaban según el delito y la sentencia. Los condenados a muerte (los relajados al brazo secular) llevaban una coroza roja junto con un sambenito negro con llamas y a veces demonios, dragones o serpientes, signos del Infierno. Los reconciliados con la Iglesia católica, porque habían reconocido su herejía y se habían arrepentido, llevaban una coroza similar al sambenito que era amarillo con dos cruces diagonales pintadas sobre él o con dos cruces de Santiago con llamas orientadas hacia abajo, lo que simbolizaba que se habían librado de la hoguera. Los sentenciados a recibir latigazos llevaban una soga al cuello con unos nudos que indicaban los centenares de latigazos que debían recibir.
Las diferentes corozas (o "caperuzas") y sambenitos se pueden apreciar en el siguiente relato de la procesión de la Cruz Blanca que inició el auto de fe celebrado en Madrid en 1680:

Tras ellos vinieron doce hombres y mujeres, con cuerdas alrededor de sus cuellos y velas en las manos, con caperuzas de cartón de tres pies de altura, en las cuales se habían escrito sus delitos, o representados de diversas maneras. Iban seguidos por otros 50, que también llevaban velas en sus manos, vestidos con un sambenito amarillo o una casaca verde sin mangas, con una gran cruz roja de San Andrés delante y otra detrás. Estos eran delincuentes; quienes (por haber sido ésta la primera vez que eran encarcelados), se habían arrepentido de sus delitos; son condenados generalmente a algunos años de cárcel o a llevar el sambenito, al que se tiene como la desgracia mayor que puede caer sobre una familia. Cada uno de estos delincuentes era llevado por dos familiares de la Inquisición. Seguidamente, venían veinte delincuentes más, de ambos sexos, que habían reincidido tres veces en sus anteriores errores y que eran condenados a las llamas. Los que habían dado muestras de arrepentimiento serían estrangulados antes de ser quemados; los restantes, por haber persistido obstinadamente en sus errores, iban a ser quemados vivos. Estos llevaban sambenitos de tela, en los que había pintados demonios y llamas, así como en sus caperuzas.

La ceremonia duró hasta las nueve de la noche y, cuando hubo acabado la celebración de la misa, el Rey se retiró y los delincuentes que habían sido condenados a ser quemados fueron entregados al brazo secular, y, siendo montados sobre asnos, fueron sacados por la puerta llamada Foncaral, y cerca de este lugar a medianoche fueron todos ejecutados.

No se sabe con seguridad si los reconciliados que estaban obligados a llevar el sambenito durante todo el tiempo que durara la condena como señal de su infamia, debían llevar también la coroza. Lo que sí parece claro es que, una vez cumplida la sentencia, no se colgaban en la iglesia parroquial junto con los sambenitos ad perpetuam rei memoriam. La Inquisición consideraba que había que perpetuar el recuerdo de la infamia de un hereje, infamia que se proyectaba sobre sus familias y descendientes.

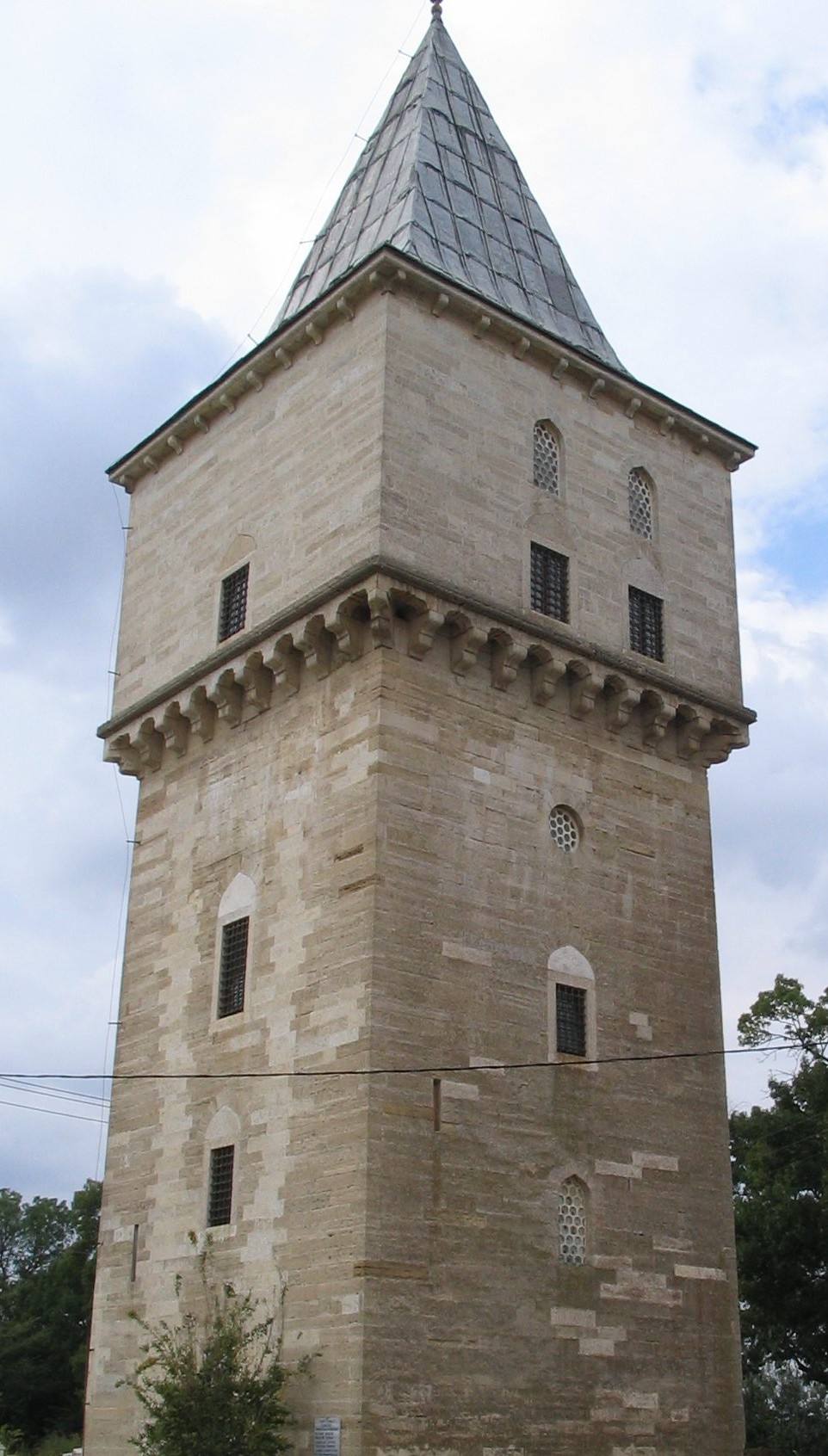
La arquitectura de la torre de la justicia es el prototipo de toda coroza.
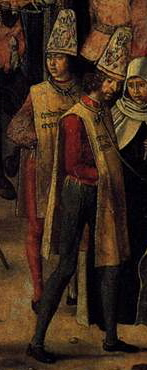
Finales del siglo XV
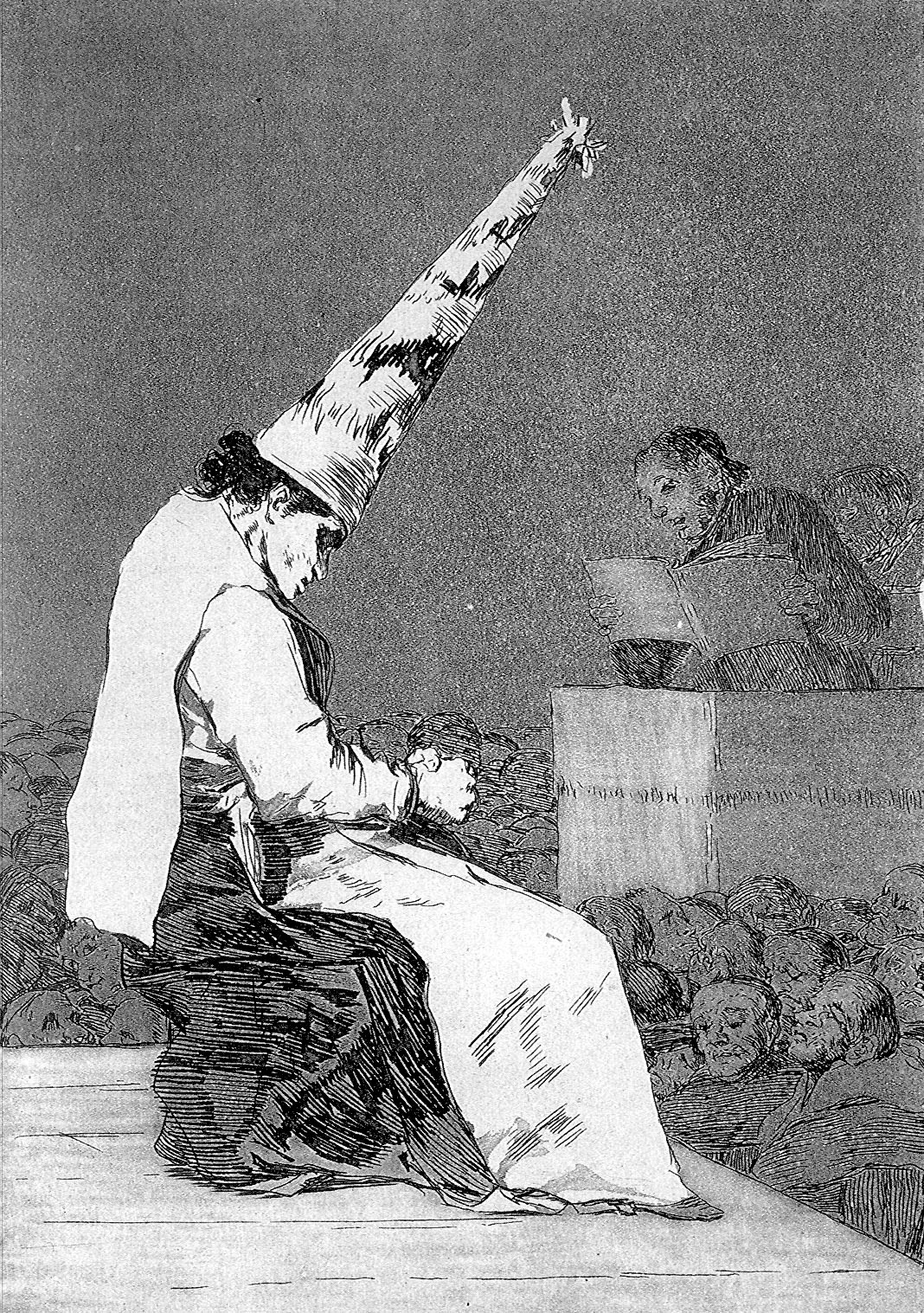
Siglos XVI-XVIII Tipos de corozas
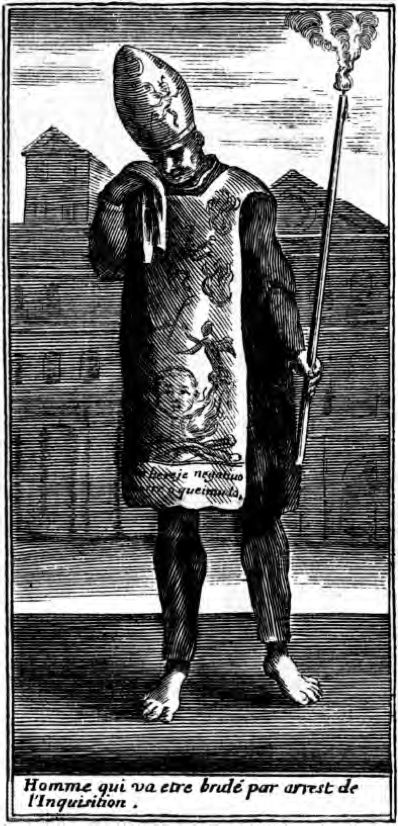
Portugal